# 9409 Kanpuzan
9409 Kanpuzan eller 1995 BG1 är en asteroid i huvudbältet som upptäcktes den 25 januari 1995 av den japanska astronomen Tsutomu Seki vid Geisei-observatoriet. Den är uppkallad efter berget Kanpuzan i Japan.
Den har den diameter på ungefär 12 kilometer.